# Maciej Płażyński

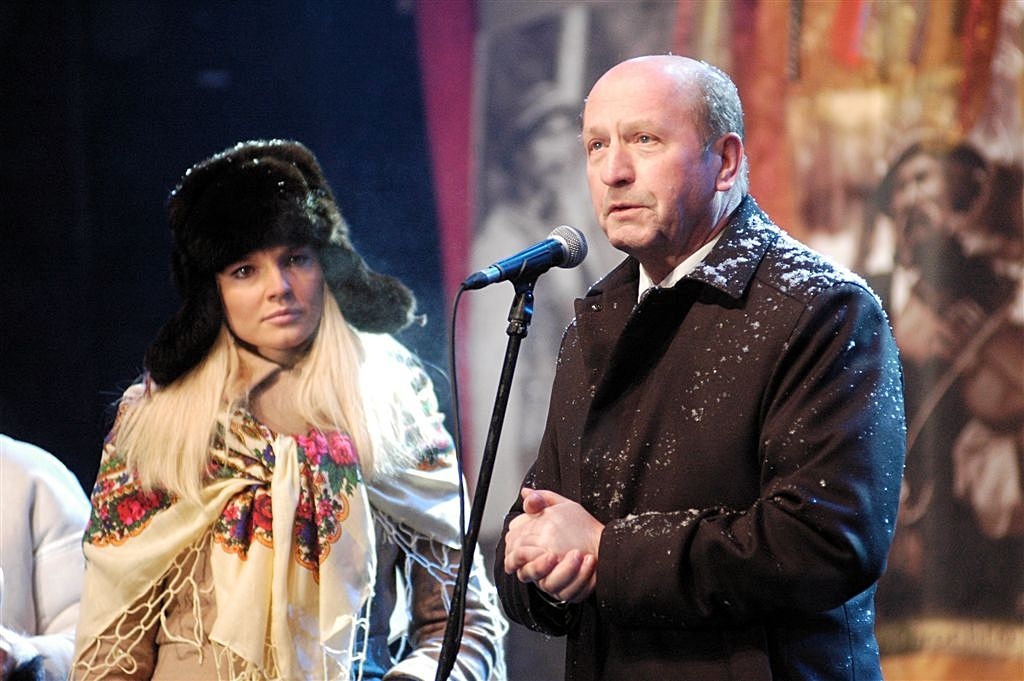
Maciej Płażyński podczas ceremonii otwarcia VIII Światowych Zimowych Igrzysk Polonijnych w Zakopanem (6 marca 2010)

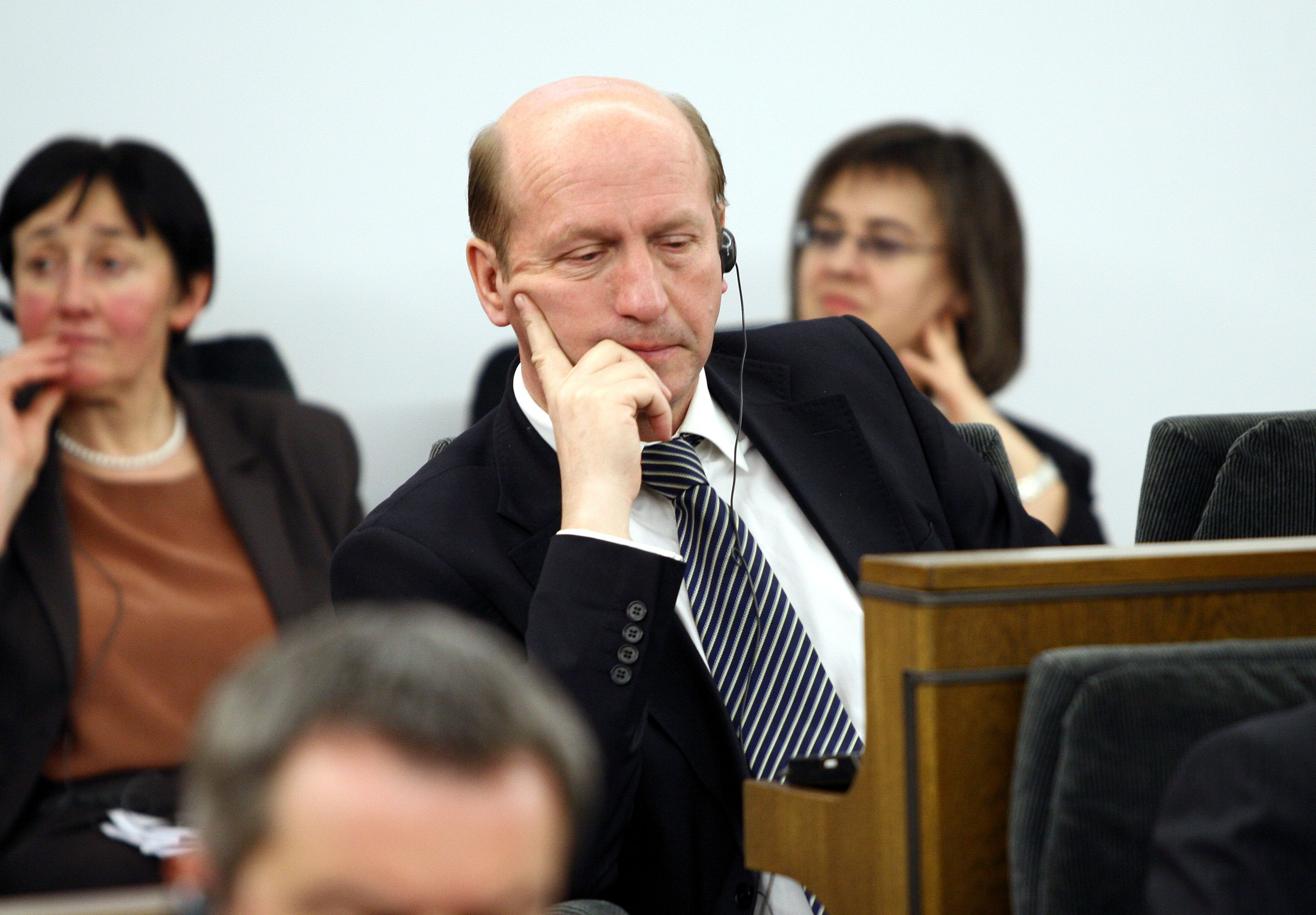
Podczas Zgromadzenia Posłów i Senatorów z okazji rocznicy uchwalenia Konstytucji 3 maja w Sali Obrad Senatu (2 maja 2007)

Maciej Płażyński (ur. 10 lutego 1958 w Młynarach, zm. 10 kwietnia 2010 w Smoleńsku) – polski prawnik i polityk. Wojewoda gdański w latach 1990–1996, marszałek Sejmu III kadencji w latach 1997–2001, współzałożyciel Platformy Obywatelskiej, przewodniczący tej partii i jej klubu parlamentarnego w latach 2001–2003, poseł na Sejm III, IV i VI kadencji, senator i wicemarszałek Senatu VI kadencji w latach 2005–2007.

## Życiorys

### Dzieciństwo i młodość
Ukończył Liceum Ogólnokształcące w Pasłęku, następnie przez rok pracował fizycznie w województwie katowickim, w tym przy budowie Huty Katowice w Dąbrowie Górniczej. W 1977 rozpoczął studia prawnicze na Wydziale Prawa i Administracji Uniwersytetu Gdańskiego, które ukończył w 1991.

### Działalność polityczna w okresie PRL
W latach 80. należał do Ruchu Młodej Polski. W 1980 był współzałożycielem Niezależnego Zrzeszenia Studentów. Jesienią 1981 koordynował strajk okupacyjny na Uniwersytecie Gdańskim, następnie działał w opozycji solidarnościowej. W 1983 współtworzył i do 1990 kierował Spółdzielnią Pracy Usług Wysokościowych „Świetlik” (później przemianowanej na „Gdańsk”). W przedsiębiorstwie tym znalazło zatrudnienie wielu działaczy opozycji demokratycznej, m.in. Donald Tusk i Jan Krzysztof Bielecki. W 1987 został prezesem konserwatywnego Klubu Myśli Politycznej im. Lecha Bądkowskiego, skupiającego środowisko gdańskich konserwatystów i liberałów. W 1989 współtworzył stowarzyszenie Kongres Liberałów.

### Działalność polityczna w III RP

#### Lata 1990–1997
W sierpniu 1990 został powołany przez premiera Tadeusza Mazowieckiego na urząd wojewody gdańskiego. Jeszcze w tym samym roku został członkiem Koalicji Republikańskiej, która w 1992 przystąpiła do Partii Konserwatywnej. W 1991 ukończył studia na Wydziale Prawa i Administracji Uniwersytetu Gdańskiego. Jako wojewoda gdański w marcu 1992 pomagał w utworzeniu pierwszej sportowej spółki akcyjnej Lechii Gdańsk. Nadto w 1996 pomagał w szukaniu sponsorów oraz wsparcia dla podupadającego klubu piłkarskiego Lechia/Olimpia Gdańsk, który mimo tego w ciągu dwóch lat spadł o dwie klasy rozgrywkowe, po czym został rozwiązany. Urząd wojewody sprawował do lipca 1996.
Odwołanie Macieja Płażyńskiego przez premiera Włodzimierza Cimoszewicza spowodowało szereg protestów przedstawicieli samorządów lokalnych, stoczniowców i innych grup zawodowych, których kulminacją był kilkutysięczny wiec pod gdańskim Dworem Artusa. W tym samym roku został wiceprzewodniczącym Akcji Wyborczej Solidarność w województwie gdańskim.

#### Lata 1997–2005
W wyborach kandydował do Sejmu z ramienia AWS w okręgu gdańskim. Uzyskał mandat posła III kadencji, otrzymując 124 683 głosów (najlepszy indywidualny wynik w tych wyborach w Polsce). W październiku 1997 wybrano go na urząd marszałka Sejmu, który sprawował przez całą kadencję parlamentu. Dołączył do powstałego również w 1997 Ruchu Społecznego AWS.
19 stycznia 2001 wraz z Andrzejem Olechowskim i Donaldem Tuskiem współtworzył Platformę Obywatelską, z listy której po raz drugi został posłem w tym samym roku w okręgu gdańskim. W wyborach zdobył 66 290 głosów, co stanowiło najlepszy indywidualny wynik wyborczy w tym okręgu (wyprzedził o ponad 13 tysięcy głosów drugiego w kolejności Lecha Kaczyńskiego z PiS).
Po przekształceniu PO w partię objął stanowisko jej pierwszego przewodniczącego. Stanął też na czele klubu parlamentarnego tej partii. W 2002 negocjował utworzenie koalicji wyborczej PO i PiS w wyborach samorządowych. Odszedł z PO w 2003, oficjalnie powołując się na rozbieżności programowe. W Sejmie IV kadencji był członkiem Komisji Odpowiedzialności Konstytucyjnej.
Przed wyborami do Parlamentu Europejskiego w 2004 zorganizował własny komitet pod nazwą Narodowy Komitet Wyborczy Wyborców, skupiający głównie byłych działaczy AWS, a także działaczy UW i innych ugrupowań prawicy. Maciej Płażyński nie wystartował w tych wyborach. NKWW uzyskał w skali kraju 13 495 głosów, nie przekraczając progu wyborczego.

#### Lata 2005–2010
W wyborach parlamentarnych w 2005 startował jako niezależny kandydat do Senatu, zdobywając w okręgu gdańskim największą liczbę głosów (około 151 tysięcy) i tym samym mandat senatora VI kadencji. 27 października 2005 został wybrany na wicemarszałka. Przed drugą turą wyborów prezydenckich w 2005 zadeklarował poparcie dla Lecha Kaczyńskiego. Po uzyskaniu refundacji za kampanię wyborczą wspomógł klub KS Oliva, współfinansując budowę nowoczesnego boiska ze sztuczną nawierzchnią obok gimnazjum nr 23 w Gdańsku.
We wrześniu 2007 ogłosił, że w przedterminowych wyborach wystartuje do Sejmu z listy PiS w Gdańsku. W wyborach z października tego samego roku po raz trzeci uzyskał mandat poselski, zdobywając 58 318 głosów, zajmując indywidualnie trzecie miejsce za Sławomirem Nowakiem i Jarosławem Wałęsą (z PO).
Wkrótce po rozpoczęciu kadencji wystąpił z klubu parlamentarnego Prawa i Sprawiedliwości. W listopadzie 2007 został członkiem Komisji Kultury Fizycznej, Sportu i Turystyki, w kwietniu 2008 wszedł w skład Podkomisji stałej do spraw przygotowania Polski do organizacji Mistrzostw Europy w Piłce Nożnej „UEFA Euro 2012”, natomiast w listopadzie 2009 w skład Podkomisji nadzwyczajnej do rozpatrzenia rządowego i poselskiego projektów ustaw o sporcie. We wszystkich komisjach i podkomisjach zasiadał do śmierci. Według arcybiskupa Sławoja Leszka Głódzia pod koniec kwietnia 2010 miał ogłosić swój start w wyborach prezydenckich w 2010.

### Działalność społeczna
Był członkiem Zrzeszenia Kaszubsko-Pomorskiego. 11 maja 2008 został wybrany na prezesa „Wspólnoty Polskiej” w Warszawie, stowarzyszenia zajmującego się opieką nad Polonią, zwłaszcza w krajach postradzieckich. Zastąpił na tym stanowisku Andrzeja Stelmachowskiego. Pełniąc tę funkcję, w sierpniu 2009 wystosował list do kanclerz Angeli Merkel, w którym zaapelował o życzliwe potraktowanie postulatów wystosowanych przez polskie organizacje w Niemczech wobec rządu niemieckiego, dotyczących m.in. kwestii symetrycznej realizacji zobowiązań wynikających z polsko-niemieckiego traktatu o dobrym sąsiedztwie w zakresie wspierania kultury polskiej w Niemczech, zwrotu zagrabionej w 1940 własności polskich organizacji i moralnego zadośćuczynienia dla działaczy polskich organizacji w Niemczech, którzy trafili z tego powodu do obozów koncentracyjnych, jak też wyjaśnienia statusu prawnego Polaków w Niemczech (nieposiadających od 1940 statusu mniejszości narodowej). Kierowana przez niego Wspólnota Polska opracowała obywatelski projekt ustawy o repatriacji. Po jego śmierci koordynacją zbierania podpisów zajmował się jego syn Jakub.

### Śmierć i pogrzeb

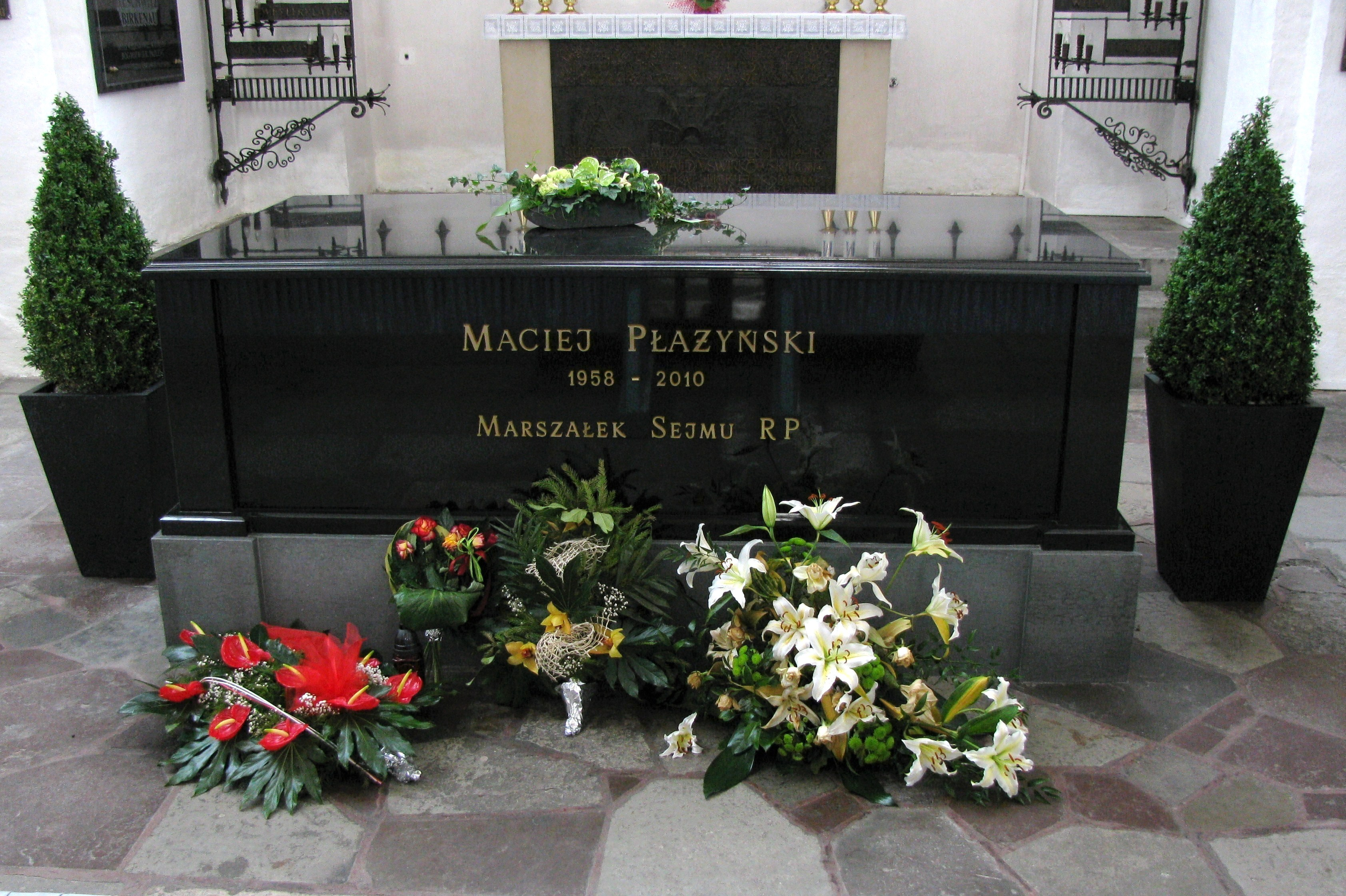
Sarkofag Macieja Płażyńskiego w gdańskiej bazylice Mariackiej

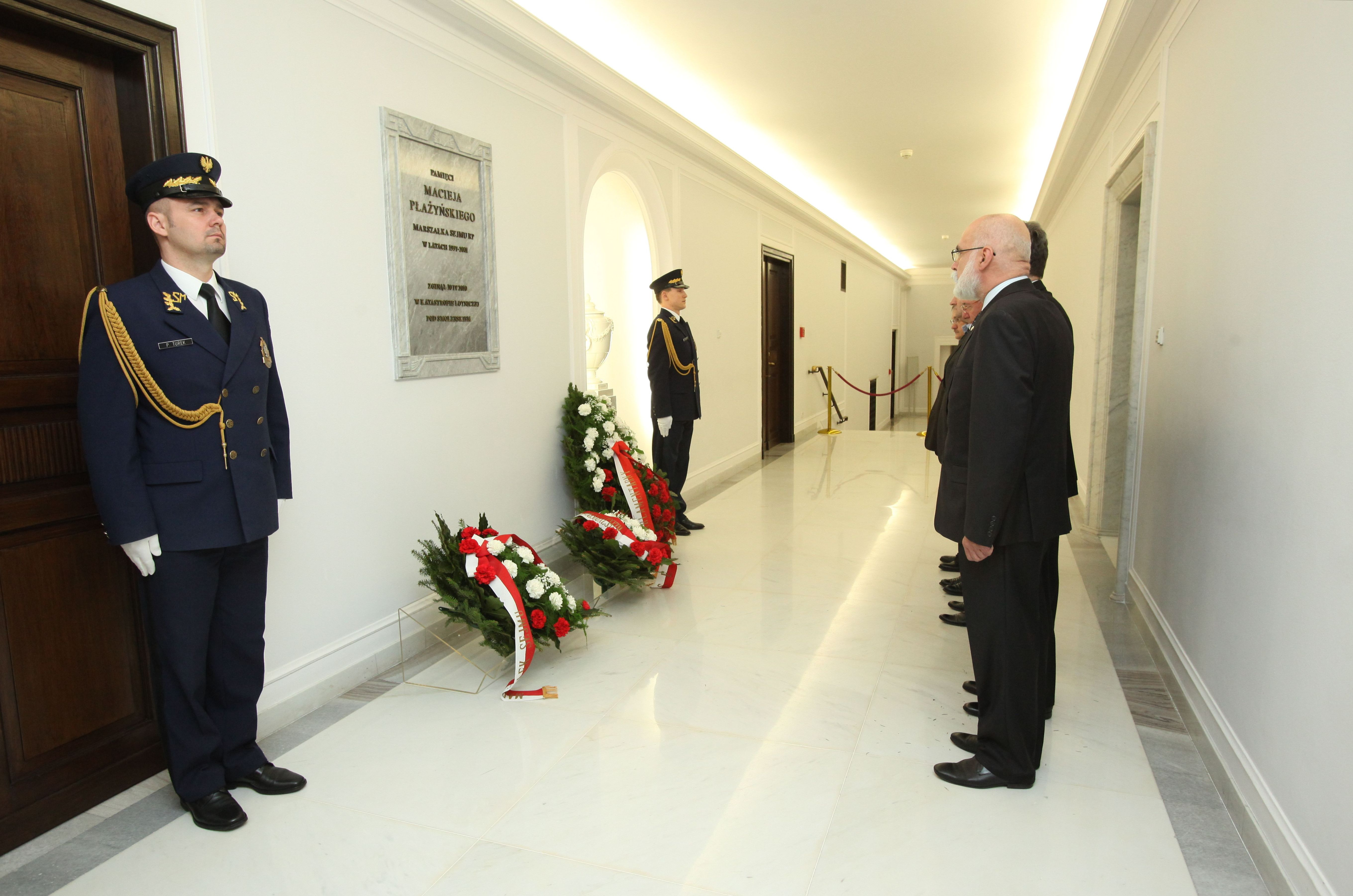
Tablica upamiętniająca Macieja Płażyńskiego w gmachu Sejmu

Zginął 10 kwietnia 2010 w katastrofie polskiego samolotu Tu-154M w Smoleńsku w drodze na obchody 70. rocznicy zbrodni katyńskiej. Został pochowany 21 kwietnia tego samego roku w kaplicy Matki Boskiej Ostrobramskiej, w bazylice mariackiej w Gdańsku, stając się drugą osobą (po prałacie Józefie Zator-Przytockim) pochowaną tam w okresie powojennym. Mszy świętej pogrzebowej przewodniczył abp Sławoj Leszek Głódź. W uroczystościach pogrzebowych udział wzięli przedstawiciele najwyższych władz państwowych, w tym premier Donald Tusk oraz marszałek Sejmu Bronisław Komorowski. Jego ciało zostało ekshumowane 21 lutego 2018 w związku z prowadzonym w Prokuraturze Krajowej śledztwem w sprawie katastrofy smoleńskiej.

## Życie prywatne
Jego rodzice i młodszy brat zostali weterynarzami. Rodzina matki Danuty pochodziła z Wielkopolski, a rodzina ojca Wojciecha z Lublina i Tarnopola. Dziadek ze strony ojca służył w 1 Pułku Ułanów Legionów Polskich.
Maciej Płażyński był żonaty z Elżbietą (sędzią Sądu Okręgowego w Gdańsku), miał troje dzieci: Jakuba (ur. 1984), Katarzynę (ur. 1986) i Kacpra (ur. 1989).

## Wyniki wyborcze
| Wybory | Komitet wyborczy | Komitet wyborczy           | Organ             | Okręg | Wynik            |
| ------ | ---------------- | -------------------------- | ----------------- | ----- | ---------------- |
| 1997   |                  | Akcja Wyborcza Solidarność | Sejm III kadencji | nr 11 | 124 683 (21,87%) |
| 2001   |                  | KWW Platforma Obywatelska  | Sejm IV kadencji  | nr 25 | 66 290 (18,32%)  |
| 2005   |                  | KWW Macieja Płażyńskiego   | Senat VI kadencji | nr 24 | 151 018 (43,20%) |
| 2007   |                  | Prawo i Sprawiedliwość     | Sejm VI kadencji  | nr 25 | 58 318 (12,34%)  |

## Odznaczenia i wyróżnienia
W 2000 został uhonorowany Orderem Zasługi Republiki Włoskiej I klasy. Otrzymał tytuły honorowego obywatela Młynar, Pucka, Pionek i Lidzbarka Warmińskiego.
Postanowieniem z 16 kwietnia 2010 wykonujący obowiązki prezydenta RP marszałek Sejmu Bronisław Komorowski na wniosek Kapituły Orderu Odrodzenia Polski, za wybitne zasługi w służbie państwu i społeczeństwu, odznaczył go pośmiertnie Krzyżem Wielkim Orderu Odrodzenia Polski. Wyróżniony też pośmiertnie Złotym Medalem „Zasłużony Kulturze Gloria Artis” (2010), Złotym Medalem Uniwersytetu Gdańskiego „Bene merito et merenti” (2015) oraz Odznaką Honorową za Zasługi dla Samorządu Terytorialnego (2015).

## Upamiętnienie
Maciejowi Płażyńskiemu poświęcono tablice pamiątkowe: w siedzibie Stowarzyszenia „Wspólnota Polska” (odsłonięta 18 października 2010), w gmachu Sejmu w Warszawie (odsłonięta 20 października 2010) oraz na ul. Szerokiej 80/81 w Gdańsku-Śródmieściu (odsłonięta 10 kwietnia 2011). Jego imieniem nazwano m.in. ronda w Rumi (2010), Sopocie (2010), Brusach (2010), Pucku (2010), Nowym Dworze Gdańskim (2011) i Białej Podlaskiej (2015), wiadukt 800-lecia Tczewa (2010) oraz aleję w Gdańsku będącą częścią Drogi Zielonej (2016).
Przyznawana od 1994 Nagroda Bursztynowego Mieczyka (dla najlepszych fundacji i stowarzyszeń) w 2010 otrzymała imię Macieja Płażyńskiego. W 2011 został patronem tramwaju Pesa Swing 120NaG SWING Gdańskich Autobusów i Tramwajów o numerze bocznym 1041. W 2012 ustanowiono Nagroda im. Macieja Płażyńskiego, przyznawaną dziennikarzom i mediom działającym na rzecz Polonii.
W 2018 na terenie kampusu Uniwersytetu Gdańskiego w Oliwie otwarto EkoPark im. Macieja Płażyńskiego, w którym w 2020 ustawiono upamiętniający polityka pomnik.
Imię Macieja Płażyńskiego otrzymały też Szpital Dziecięcy Polanki w Gdańsku, Technikum Informatyczne w Pucku, Liceum Akademickie w Pucku oraz Liceum Akademii Dobrej Edukacji w Gdańsku.